# Železniční nehoda u Popovic
Železniční nehoda v Popovicích se udála 14. října 1909 před 14:00 nedaleko železniční zastávky Popovice u Uherského Hradiště na jednokolejné trati tzv. Vlárské dráhy vlastněné c. k. priv. Rakousko-uherskou společností státní dráhy (StEG) poblíž obce Popovice na jihovýchodní Moravě. Při vykolejení nákladního vlaku došlo k úmrtí posádky lokomotivy, dalších pět lidí pak bylo zraněno.

## Výchozí situace
Dne 14. října 1909 v brzkých odpoledních hodinách jel nákladní vlak StEG tažený tříspřežnou tendrovou parní lokomotivou řady StEG 35 po úseku Vlárské dráhy ve směru z Vlárského průsmyku směrem na Brno. V místě nehody mezi stanicí Hračovice (tehdy Hraczowitz) a zastávkou Popovice je pravotočivý oblouk o poloměru 300 metrů. Trasa má také konstantní stoupání se sklony až 16 promile.

## Nehoda
Vlak se k železniční zastávce Popovice (tehdy Popowitz) blížil před druhou odpolední. V pravotočivém oblouku s malým poloměrem těsně před zastávkou lokomotiva s tendrem, patrně vinou příliš vysoké rychlosti, vykolejila, sjela z několikametrového drážního náspu a uvízla v příkopu vlevo od koleje. Za ní tažených 13 nákladních vagonů se bez brzdění nahromadilo za tendrem a bylo zcela zničeno, další tři vagony byly poškozeny. 

## Následky
Zahynula dvoučlenná posádka lokomotivy (strojvůdce a topič) a dva další ve vlaku jedoucí drážní zaměstnanci byli vážně zraněni. Další tři lidé utrpěli lehká zranění. Na místo katastrofy byla neprodleně vypravena komise z Brna.